# I'm Gonna Be Strong
«I'm Gonna Be Strong» («Voy a ser Fuerte» en español) es una canción escrita por el famoso dúo de compositores Barry Mann y Cynthia Weil.

## Historia
Fue grabada por primera vez por Frankie Laine en 1963 y lanzada como sencillo en Columbia Records. Sin embargo, la canción no se convirtió en un gran éxito hasta 1964, cuando Gene Pitney lanzó su versión como sencillo. También fue el más exitoso sencillo lanzado por la banda de 1980 Blue Angel, con la voz proporcionado por Cyndi Lauper. Este comunicado fue antes de la carrera en solitario de Lauper, sin embargo, Lauper regrabó la canción y la lanzó como sencillo en 1994. La canción también fue presentada en 1982 por Juice Newton.

## Gene Pitney versión (1964)
Esta versión se convirtió en un top ten hit tanto en el Billboard Hot 100 y el Reino Unido Singles Chart.
| País           | Posición |
| -------------- | -------- |
| Reino Unido    | 2        |
| Estados Unidos | 9        |

## Versión Blue Angel (1980)
Fue el más exitoso sencillo lanzado por la banda Blue Angel en 1980. Al igual que el álbum, el único país en el único trazado era la Holanda, donde alcanzó el puesto # 37 en las listas.
El arte gráfico del listado de la pista para el solo varió en el país de origen. Un italiano de promoción vinilo 7 "único con el mismo número de catálogo y lista de canciones como la versión alemana fue puesto en libertad con obras de arte alternativo. El original versión neerlandesa 1980 fue relanzado con el envase idéntico en 1984, tras el éxito en solitario Lauper.

## Versión de Cyndi Lauper (1995)
Cyndi Lauper volvió a grabar el para su primer álbum de grandes éxitos Twelve Deadly Cyns...and Then Some en 1995. Alcanzó su punto máximo en los primeros 40 en las listas británicas. El sencillo no fue lanzado comercialmente en los EE. UU. Como lado B estaba A Part Hate.
| País        | Pico |
| ----------- | ---- |
| Reino Unido | 37   |

## Otras versiones
Del Shannon cubrió esta canción en su álbum de 1965 1661 seconds y Newton Jugo incluyó la canción en su álbum Quiet Lies (1982) y Greatest Hits (1987). La cantante Neerlandesa Glennis Grace hizo cover de la canción en 1994, superando a los 13 en el Top 40 neerlandesa.